# Scaphoidula unica
Scaphoidula unica är en insektsart som beskrevs av Paul W. Oman 1937. Scaphoidula unica ingår i släktet Scaphoidula och familjen dvärgstritar. Inga underarter finns listade i Catalogue of Life.